# Serra de Gramós
La Serra de Gramós és una serra situada al municipi de Ribera d'Urgellet a la comarca de l'Alt Urgell, amb una elevació màxima de 1.029 metres.